# زاوية الهامل
زاوية الهامل أو الزاوية القاسمية هي إحدى الزوايا في الجزائر الواقعة في بلدية الهامل بدائرة بوسعادة ضمن ولاية المسيلة، والتابعة لمنهاج الطريقة الرحمانية.

## التاريخ

### النشأة الأولى
أسّس الشيخ محمد بن أبي القاسم الهاملي زاويته الأولى قبل العام 1848م وعَمَرَهَا في بيته الكائن برحاب «المسجد العتيق» في قرية الهامل، وذلك في فترة مقاومة الأمير عبد القادر، وكان عدد طلبته آنذاك ثمانين طالبا. وكان يتولى تعليمهم، ويتكفل بنفقات إقامتهم.

### التأسيس
شرع الشيخ محمد بن أبي القاسم الهاملي في سنة 1279هـ\1862م في بناء زاويته بقرية الهامل، وأتمها أول محرم 1280هـ \ 18 جويلية 1863م. وفي سنة التي تلتها شرع في بناء مسجد للطلبة والإخوان ولدروس الفقه وغيره، وذاعت شهرة الشيخ في المناطق المجاورة، فقصد الزاوية الطلبة من كل مكان من: تيزي وزو، بومرداس، الجزائر، المدية، تيارت، شرشال، سطيف، المسيلة، الجلفة، الأغواط، وغيرها من المناطق.
وتوافد على الزاوية الأساتذة والعلماء من جميع الجهات، وتحولت إلى مركز لقاء بينهم ومنتدى علمي ثقافي يؤمه خيرة علماء البلد. وصفها أحد الشيوخ فقال: «كانت الزاوية المعمورة محلا للعلماء العاملين»، وكان يرتادها في هذه الفترة ما بين 200 و300 طالب سنويا يدرسهم حوالي 20 أستاذا على رأسهم الأستاذ الشيخ محمد بن أبي القاسم الهاملي نفسه.
اهتم الشيخ محمد بن أبي القاسم الهاملي أيضا بتعمير الأرض واستصلاحها وزراعتها، وذلك لتأمين مصدر رزق للزاوية، فاستصلح عشرات الهكتارات بوادي الهامل والمناطق المجاورة له، كمرحلة أولى وجعل كل ذلك وقفا على الزاوية يستفيد منه الطلبة والفقراء والمحتاجين، ثم بدأ في مرحلة ثانية بشراء الأراضي الزراعية في المناطق الأخرى مثل المسيلة والجلفة وتيارت والمدية وتيزي وزو وغيرها من المناطق، وجعلها أيضا وقفا على طلبة العلم من رواد زاويته.
أوقف أموالا وعقارات وبساتين على زوايا شيوخه في أولاد جلال، برج بن عزوز، أقبو، طولقة والجزائر العاصمة، على مقام محمد بن عبد الرحمن الأزهري، بل هو الذي بنى الحائط الذي يحمى المقبرة ويحيط بها.

## المرافق

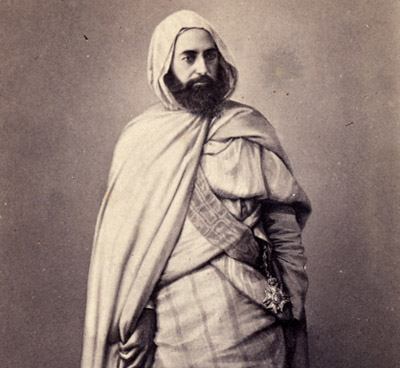
الأمير عبد القادر الجزائري

تضم زاوية الهامل حاليا عدّة مرافق، أهمّها:
1. المسجد الجامع.
2. بيت القرآن.
3. بيوت الطلبة.
4. قاعات الإطعام.
5. سكنات لإقامة الزائرين.
6. مسكن شيخ الزاوية.

## شيوخ الزاوية

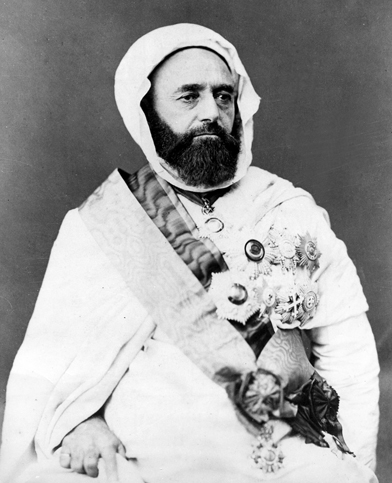
الأمير عبد القادر الجزائري

| رقم | الشيخ                       | البداية         | النهاية      |
| --- | --------------------------- | --------------- | ------------ |
| 01  | محمد بن أبي القاسم الهاملي  | 18 جويلية 1863م | 2 جوان 1897م |
| 02  | زينب بنت محمد القاسمية      | 2 جوان 1897م    | 1904م        |
| 03  | محمد بن محمد القاسمي        | 1904م           | 9 ماي 1913م  |
| 04  | المختار بن محمد القاسمي     | 9 ماي 1913م     | 1915م        |
| 05  | المختار بن محمد القاسمي     | 9 ماي 1913م     | 1915م        |
| 06  | بلقاسم بن محمد القاسمي      | 1915م           | 1927م        |
| 07  | أحمد بن محمد القاسمي        | 1927م           | 1928م        |
| 08  | مصطفى بن محمد القاسمي       | 1928م           | 1970م        |
| 09  | حسن بن محمد القاسمي         | 1970م           | 1987م        |
| 10  | خليل بن مصطفى القاسمي       | 1987م           | 1994م        |
| 11  | محمد مأمون بن مصطفى القاسمي | 1994م           | 2017م        |

## عدد الطلبة

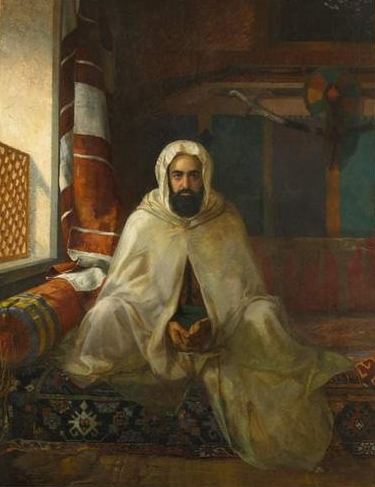
الأمير عبد القادر الجزائري

| رقم | من    | إلى   | عدد الطلبة              |
| --- | ----- | ----- | ----------------------- |
| 01  | 1848م | 1863م | من 80 إلى 200 طالب      |
| 02  | 1863م | 1927م | من 200 إلى 450 طالبا    |
| 03  | 1927م | 1945م | من 300 إلى 600 طالب     |
| 04  | 1945م | 1955م | من 200 إلى 350 طالبا    |
| 05  | 1955م | 1962م | من 50 إلى 150 طالبا     |
| 06  | 1962م | 1964م | من 200 إلى 400 طالب     |
| 07  | 1964م | 1970م | من 400 إلى 800 طالب     |
| 08  | 1970م | 1975م | من 1 100 إلى 1 500 طالب |
| 09  | 1975م | 2017م | حوالي 100 طالب          |

## المهام

### النشاط
تُعتبر زاوية الهامل من أشهر الزوايا العلميّة في المنطقة المغاربية، نظرا إلى الدور الإيجابيّ الذي اضطلع به رجالها، وجهودهم العلميّة، والتربويّة، وأعمالهم الوطنيّة، في عهد الاحتلال الفرنسي للجزائر، وبعد استعادة الاستقلال الوطني.
فأدّت الزاوية دورا رائدا في مختلف مراحل الجهاد، ضد الوجود الأجنبيّ، وكانت أحد معاقل الحركة الوطنية الجزائرية، ثم مركز إسناد لثورة التحرير الجزائرية.
سخّرت الزاوية جهودها لتعليم القرآن الكريم، ونشر تعاليم الدين الحنيف، وإرساخ قيمه الروحيّة السامية، فضلا عن رسالتها الإصلاحية، وعملها لترقية المجتمع، وتوثيق أواصر الأخوّة والوحدة بين أفراده، وإصلاحه بالدّين القيّم والتوجيه الراشد.
فانتشر أتباعها وأحبابها وقدماء طلبتها، في شرق الجزائر وغربها ووسطها، ويرتبط بها أتباع الطريقة الرحمانية روحيا وثقافيا.
كما تتكفّل الزاوية بعدد من الأسر الفقيرة، وتساعد اليتامى والمساكين وأبناء السبيل والمعوزين، وتطعم الطعام الوافدين، زائرين وعابرين، وتتكفّل بطلبة العلم، مجانا: إيواء وإطعاما وتعليما.
فازدهر نشاط الزاوية العلمي والتربوي والاجتماعي، وذاع صيتها، مشرقا ومغربا، فأصبحت، بعد سنوات قليلة من تأسيسها مركز إشعاع حضاري، استقطبت اهتمام الباحثين، وأثارت عناية الدارسين، وقصدها العلماء وأهل الفضل، من داخل البلاد وخارجها، وصارت معهداً علميّا عاليا، تخرَّج منه عدد كبير من العلماء والفقهاء، كانوا يؤهّلون علميّا، ويجازون للإفتاء، أو القضاء، أو التدريس في كبرى الحواضر العلميّة، داخل الوطن وخارجه.

### اتحاد زوايا الشمال الإفريقي
اختار رجال الزوايا في المنطقة المغاربية مبنى زاوية الهامل بتاريخ 15 أفريل 1938م مقرًّا لـ«اتحاد زوايا الشمال الإفريقي».
فانتُخب شيخ الزاوية آنذاك، «مصطفى بن محمد القاسمي»، رئيسا لهذا الاتحاد المغاربي.

### جامعة الزوايا للشمال الإفريقي
شارك رجال زاوية الهامل في تأسيس «جامعة الزوايا للشمال الإفريقي» بتاريخ 15 مارس 1948م.
فشغل شيخ الزاوية آنذاك، «مصطفى بن محمد القاسمي»، منصب «رئيس الإدارة» في هذه الجامعة المغاربية، وذلك بحضور أكثر من مائة وعشرين رئيس زاوية خلال انعقاد «مؤتمر زوايا شمال إفريقيا» بمدينة الجزائر.

### رابطة الزوايا الرحمانية
عندما تأسّست «رابطة الزوايا الرحمانية» في 1 محرم 1410هـ الموافق لتاريخ 3 أوت 1989م، اختار رجالهُا زاوية الهامل القاسميّة مقرًّا لهذه «الرابطة الرحمانيّة» وانتخبوا الشيخ «المأمون بن مصطفى القاسمي» رئيسا لها.

## المعهد العالي للعلوم الشرعية
أعدّ القائمون على زاوية الهامل مخطّطا تطويريا يتضمّن مشروع بناء معهد عال للعلوم الشرعية للنهوض برسالة الزاوية الحضارية.
ويراعي هذا المعهد العالي في مرافقه جميع الشروط والوسائل التربوية، ليتخرج منه علماء متخصصون في العلوم الشرعية والفقه والعقيدة والقيم والأخلاق المستمدة من تعاليم الدين الإسلامي الحنيف وشريعته السمحة.

## مكتبة الصور

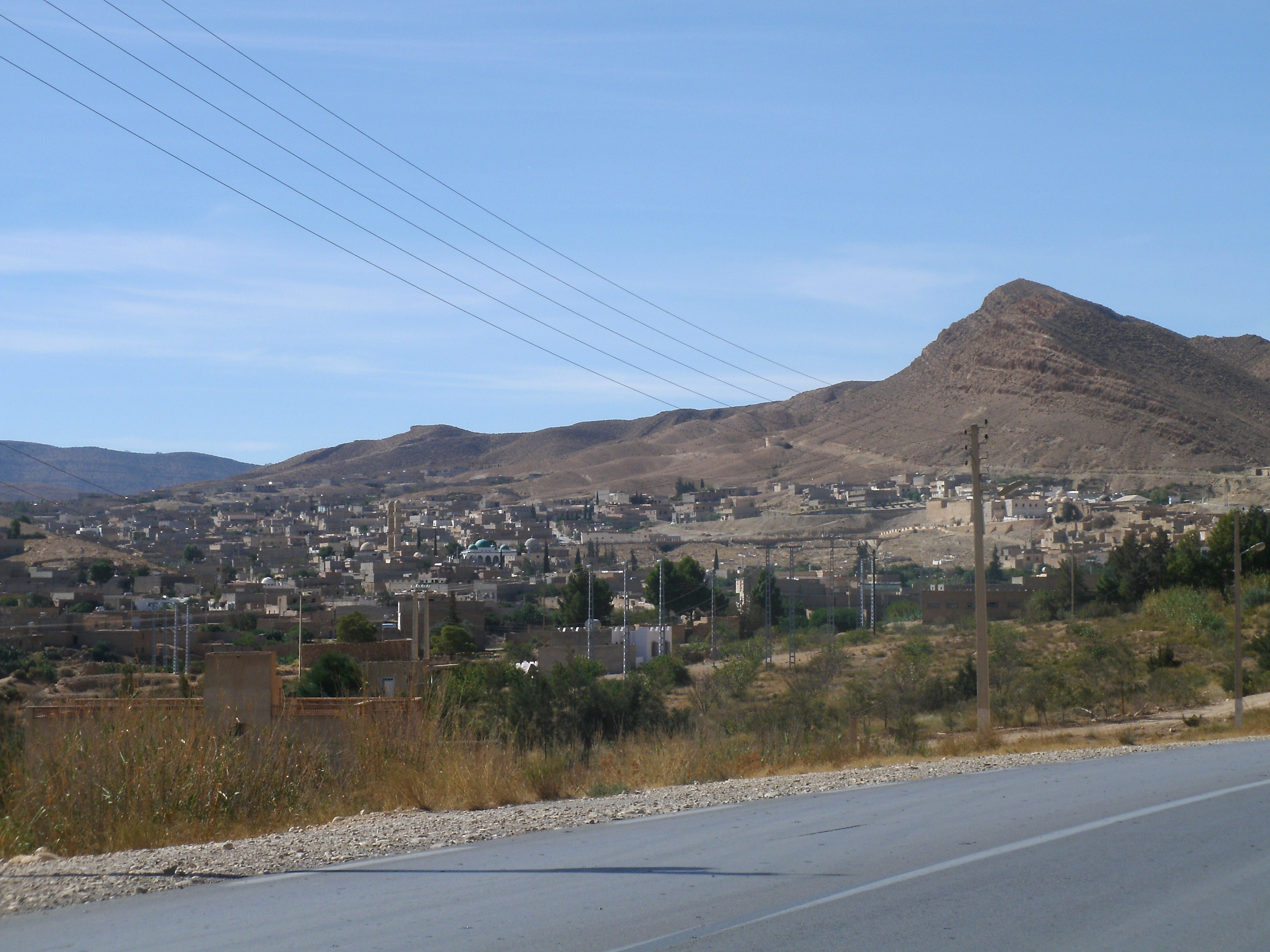
الهامل
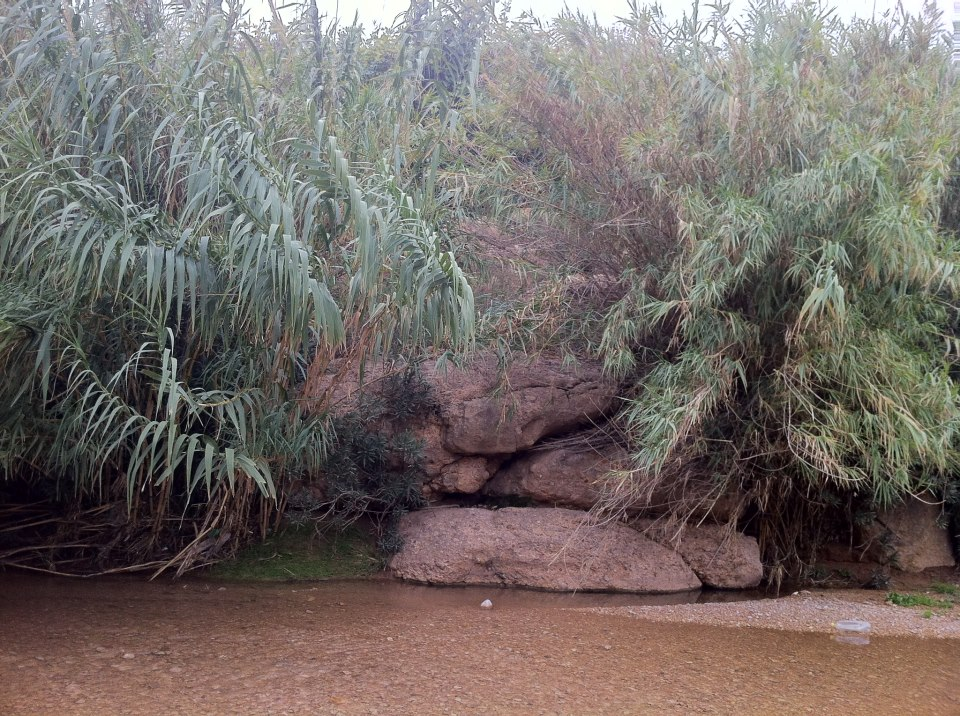
الهامل
الهامل في ولاية المسيلة
الهامل (17) في ولاية المسيلة
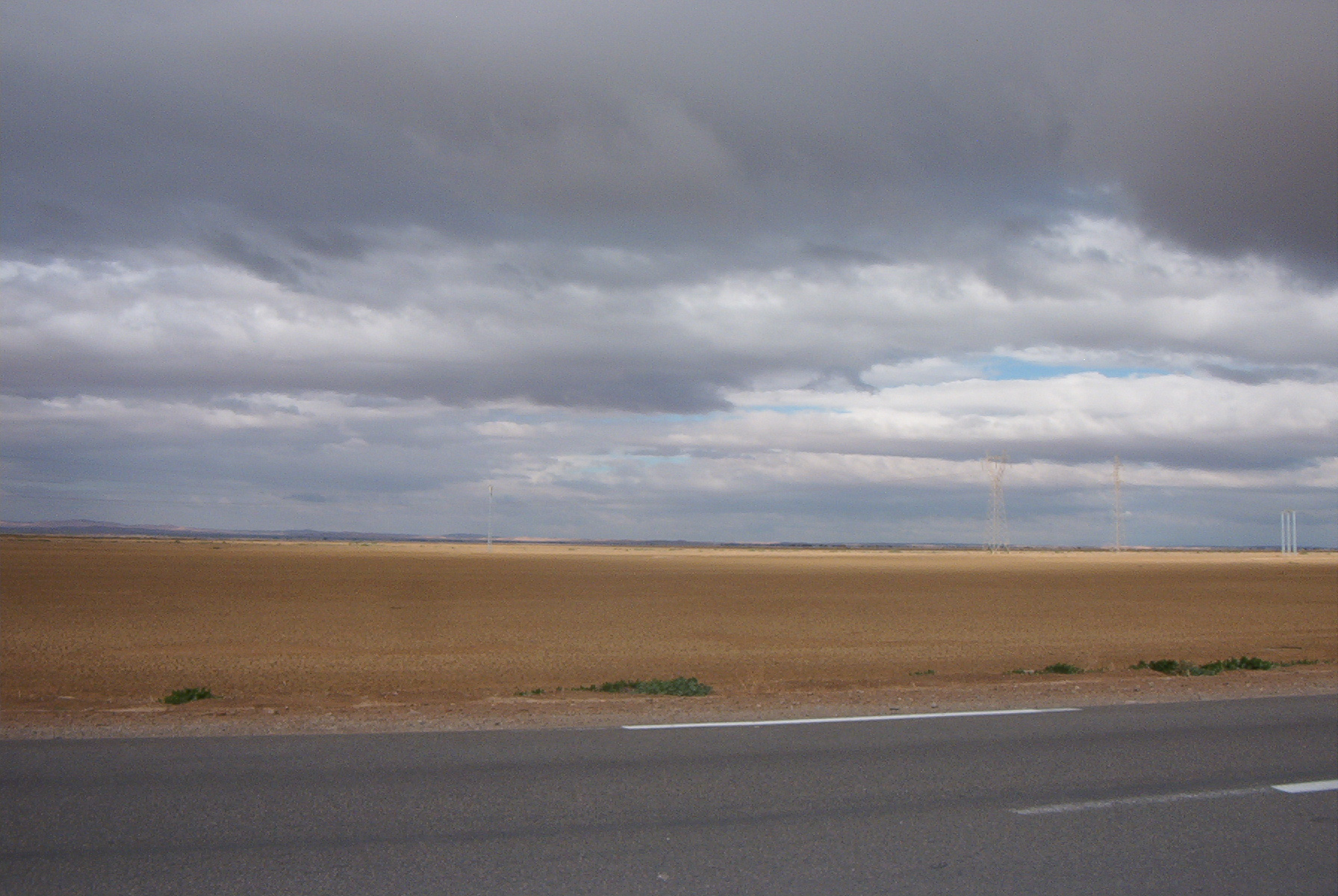
الحضنة
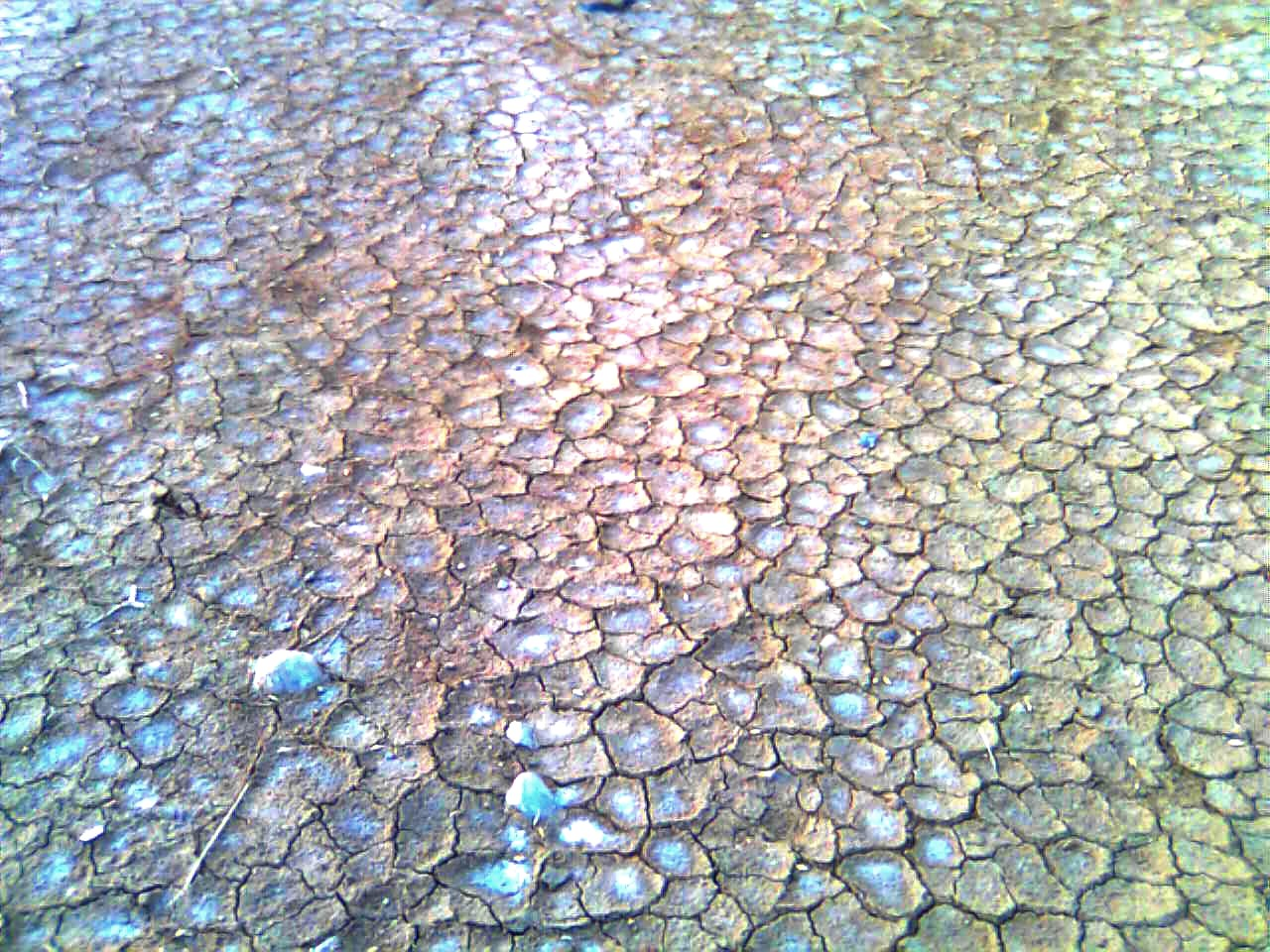
شط الحضنة
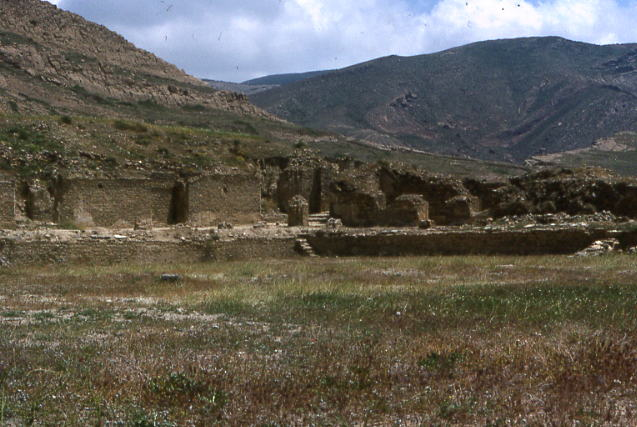
جبال الحضنة
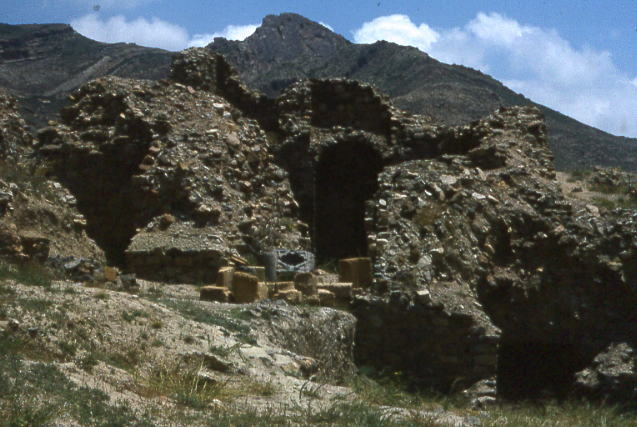
جبال الحضنة
قلعة بني حماد
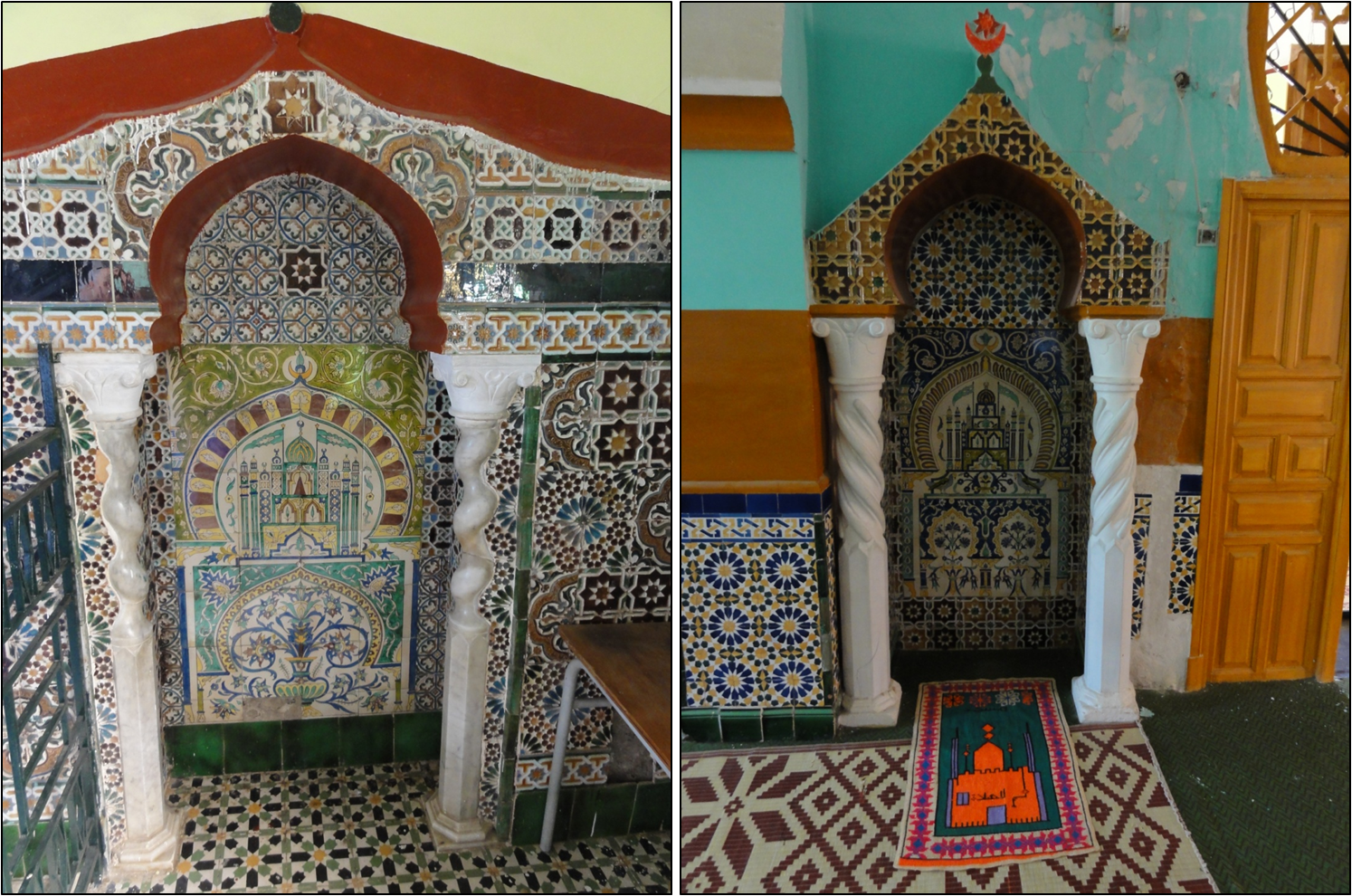
زاوية بونوح

## الموقع
تقع «زاوية الهامل» على بُعد 350 مترا عن الطريق الوطني رقم 89 في ولاية المسيلة وعلى بعد 13 كلم إلى الجنوب الغربي من مدينة بوسعادة، وعلى بعد 2 كلم إلى الجنوب من الطريق الوطني رقم 46.
وهذا الموقع الرائع قرب جبال الحضنة يجعل منه موقعا استراتيجيا.
تقع «زاوية الهامل» على بعد 76 كلم إلى الجنوب الغربي من مدينة المسيلة.
وتقع هذه الزاوية في مرتفعات شط الحضنة في منطقة الحضنة.

## أعلام الزاوية
- المهديّ السكلاويّ الزواويّ[20]
- محمّد الصالح بن سليمان العيسويّ الزواويّ
- عبد الرحمن بن أحمـد باش تارزيّ
- محمّد بن أحمد بن عزوز البرجيّ
- مصطفى بن محمّد بن سيدي عيسى
- الشيخ سيّدي عليّ بن عيسى المغربيّ
- السعيد بن عبد الرحمن بن أبي داود
- علي بن عمر الطولقيّ
- عبد الحفيظ بن محمد الخنقيّ
- الصادق بن مصطفى البسكريّ
- المختار بن عبد الرحمن بن خليفة الجلاليّ
- الصادق بن الحاج الأوراسيّ
- الشريف بن الأحرش النايليّ
- مصطفى بن محمد بن عزوز البرجيّ
- مصطفى بن عبد الرحمن باش تارزي
- أبو العبّاس بن محمّد بن أحمد بن عزوز البرجيّ
- محمّد وعلي السحنونيّ
- الحاج محمّد باشا آغه بن أحمد
- محمّد أمزيان بن عليّ الحدّاد
- أحمـد بن محمد العماليّ
- محمّد بن أبي القاسم البوجليليّ
- أبو القاسم بن أحمد ابن أبي داود
- محمّد بن محمّد بن عزوز البرجيّ
- الحسين بن عليّ بن عمر الطولقيّ
- محمّد السعيد بن أحمد بن عبد الرحمن باش تارزي
- محمّد التارزي بن محمد بن أحمد بن عزوز البرجيّ
- محمّد المكي بن الصديق الونجليّ الخنقيّ
- محمّد بن أبي القاسم الهامليّ
- المبروك بن محمّد بن أحمد بن عزوز البرجيّ
- علي بن عثمان بن علي الطولقيّ
- علي بن محمد بن علي البوسحاقي الزواوي
- محمّد العربيّ بن أحمد ابن أبي داود
- محمّد الطيّب بن أحمد ابن أبي داود
- الهاشميّ بن عليّ دردور الأوراسيّ
- سالم بن محمد العايب السوفيّ
- محمّد أمزيان ابن أبي داود
- مصطفى بن المختار بن عبد الرحمن بن خليفة الجلاليّ
- محمّد بن المختار بن عبد الرحمن بن خليفة الجلاليّ
- علي بن الحملاوي بن خليفة
- محمّد بن محمّد بن أبي القاسم الحسنيّ الهامليّ
- محمد بن السعيد السحنوني
- المختار بن محمّد الهامليّ
- المكي بن مصطفى بن عزوز البرجيّ
- محمّد الصغير بن المختار بن عبد الرحمن الجلاليّ
- محمّد بن محمّد بن عبد الرحمن الديسيّ
- عبد الكريم بن التارزيّ بن عزوز البرجيّ
- محمّد العربيّ بن محمّد بن عزوز البرجيّ
- عاشور بن محمّد بن عبيد الخنقيّ
- أحمد الأمين بن المدنيّ بن المبروك ابن عزوز البرجيّ
- محمّد أبو القاسم الحفناويّ بن أبي القاسم الديسيّ
- الونوغي بن أحمد بن مرزاق المقرانيّ
- عبد الحميد بن محمّد الصغير بن المختار الجلاليّ
- محمّد العربي خليفة البسكريّ
- عبّاس الهاشميّ بن عليّ بن عمر الطولقيّ
- عبد القادر بن أبي القاسم القاسمي الحسنيّ
- عبد القادر بن إبراهيم بن الشيخ المسعديّ النائليّ
- محمّد الخضر بن الحسين بن عليّ بن عمر الطولقيّ
- الطاهر بن عليّ بن أبي القاسم بن العبيديّ
- محمّد المكيّ بن المختار القاسمي الحسنيّ
- أحمد بن عليّ بن أبي القاسم بن العبيديّ
- مصطفى بن محمّد بن أبي القاسم القاسميّ الحسنيّ

### مواضيع ذات صلة
- المرجعية الدينية الجزائرية
- وزارة الشؤون الدينية الجزائرية
- الحزب الراتب: الحزاب - الباش حزاب - السلكة
- الزوايا في الجزائر
- الطريقة الرحمانية
- زاوية سيدي أمحمد بن عبد الرحمن الأزهري
- محمد بن عبد الرحمن الأزهري
- طريقة صوفية
- صوفية
- تاريخ التصوف
- ولاية المسيلة
- دائرة بوسعادة
- بلدية الهامل
- محمد بن أبي القاسم الهاملي

### فايسبوك
- زاوية الهامل  على فيسبوك.

### فيديوهات
- تعريف بزاوية الهامل على يوتيوب
- تعريف بسيدي أمحمد بن عبد الرحمن الأزهري الزواوي على يوتيوب

### وصلات خارجية
- الموقع الرسمي لوزارة الشؤون الدينية والأوقاف الجزائرية